# Нунгтель Лейма

Нунгтель Лейма

Нунгтель Лейма — богиня в міфології та релігії Мейтей, яку вважають божеством Хунджаханби. Прийомна донька бога Коупалу (Кубру) і богині Куну, а також дружина бога Лоялакпи.. Вона є одним із втілень Леймарели Сідабі.

## Етимологія
Назва «Тауду Нунгтель Лейма» або «Тауду Нунгтен Лейма» з трьох слів на мовою мейтей: «Тоуду Нунг», «Тел» або «Тоді», «Тел» або «Тоді». Мовою мейтей (мовою маніпурі) «Тоуду Нунг» означає камінь. Цей термін зазвичай використовується у віршах та поемах. Мовою мейтей (мовою маніпурі) «Тел» або «Тоді» означає «показати» або «продемонструвати». Мовою мейтей (мовою маніпурі) «лейма» означає королева. Саме слово «Лейма» складається з двох слів: «Лей» та «Ма». «Лей» означає суходіл, а «Ма» означає мати.

## Опис
Богиня Туду Нунгтел Лейма описується як божество Хунджаханби. «Хунджаханба» означає «перший селянин» або «перший житель місця». Мовою мейтей (мова маніпурі) «кхунджа» означає «селянин». Морфологічно «кхунджа» поділяється на дві частини: «кхун» та «-я». «Хун» означає «село», а «-я» буквально означає «нащадок». Мовою мейтей (мова маніпурі) «Аханба» означає «перший» або «початковий».

## Міфологія

Нунгтель Лейма

### Народження, усиновлення та присвоєння імені
Богиня Леймарель Сідабі втілилася в маленьку дівчинку і лягла на кам'яну плиту в руслі річки. Того самого дня Бог Коубру і богиня Куну йшли берегом. Бога Коубру дуже мучила спрага. Тож він пішов до річки напитися води та побачив дівчину у воді. Коубру тричі крикнув, запитуючи, чи є хтось з дорослих із дівчинкою. Оскільки ніхто не відповів, Кубру і Куну привели дівчинку до свого божественного дому. Дівчинку прийняли як рідну дочку. Їй дали три імена: «Іпок Лейма» («Еепок Лейма»), тому що її знайшли в річковому потоці; «Тоуду Нунгтел Лейма», тому що вона була знайдена лежачою на кам'яній плиті; «Тайпан Нганпі» («Тайбан Нганбі»), тому що вона була гарною і яскравою.

### Чоловік і залицяльник
майбіНунгтел Лейма одружилася з богом Лоялакпою . Однак колись нею захоплювався Бог Хоріфаба . Одного разу Хоріфабі Бог Коубру запропонував можливість вибрати з місця останнього будь-яку даму за власним бажанням. На жаль, богиню Нунгтель Лейма вибрала Хоріфаба. Але оскільки Нунгтель Лейма вже був одружена, Бог Коубру не міг дати Хоріфабі обрану даму. Коубру не хотів забирати свої слова. Тож він попросив Хоріфабу ще раз обрати даму, але він повинен зробити це із зав'язаними очима. З зав'язаними очима Хоіріфаба намагався вибрати, але не зміг обрати богиню Нунгтель Лейму. Ця подія театралізовано грається майбіс на фестивалі Лай Хараоба до наших днів.

## Фестиваль
Священний фестиваль Лай Хараоба щорічно відзначається на честь богині Туду Нунгтел Лейма, крім інших божеств.

## Культи і пантеони
19 січня 2018 року Ойнам Лухой, тодішній керівник виборчого округу Вангой, відкрив нещодавно побудований храм Еми Нунгтел Лейми в Топ-Сіпхай . Під час церемонії Ойнам Лухой звернувся до уряду штату Маніпур з проханням відновити існуючі священні храми у Вангої, включаючи також і храми богині Нунгтел Лейма.

## У масовій культурі
«Нунгтел Лейма Толломхомбада Тхаджаба» — книга, написана Наороібамом Хамбою. Вона побачила світ 17 січня 2021 року